# Црква Вазнесења Господњег у Рајцу
Црква Вазнесења Господњег у Рајцу, насељеном месту на територији општине Неготин припада Епархији тимочкој Српске православне цркве.